# Ivan Krušala
Ivan Krušala (Peloponez, druga polovica 17.st. - 1735.), hrvatski pisac i diplomat iz Crne Gore, iz Perasta.

## Životopis
Rođen je na Peloponezu.
Kao dječak bio zarobljen u bitci s Turcima kod Mistre. Doveden je u Perast gdje ga je posinio pomorski časnik Matija Krušala, rođak zapovjednika grada Krila Zmajevića (s čijim se sinom Matijom Matom poslije viđao u Rusiji po državnim poslovima). U Perastu je bio pokršten, školovan na talijanskim učilištima (po Srećku Vuloviću u Rimu, a po samom Krušali u Padovi), a nakon kratkotrajne svećeničke službe u Perastu (na mjestu opata peraškog naslijedio ga je Antun Zambela), provodi pustolovni život, koji ga odvodi iz Mletaka preko Petrograda sve do Pekinga (uz postaje kao mongolski Daur, Saka u Tunguziji). O svojim dugogodišnjim putovanjima na području Kine spjevao je samo 14 stihova jednog putopisnog soneta.
Dok je boravio u Mlecima, učio je talijanski jezik Savu Vladislavića, "grofa Raguzinskog ili Ilirskog", pustolova, trgovca i diplomata .
O Krušalinom životu i radu u Rusiji pisao Miloš Milošević.
Bio je diplomat četiri godine u Kini u službi ruske carice Katarine II, gdje je djelovao zajedno s grofom Vladislavićem, kojemu je bio tumač i tajnik. Tom je prigodom isposlovan Kjahtinski ugovor, kojim su prvi put u povijesti sporazumno regulirane granice Rusije i Kine, a koje važe i danas. Krušala je 1724. o tome napisao Sonet, koji je sačuvao Frano Visković, a na hrvatski preveo don Gracija Brajković.
Autor je možda najčudnijeg soneta s područja današnje Crne Gore, nepravilnog oblika (17 nesimetričnih dvanaesteraca i trinaesteraca), odnosno glavno djelo mu je Boj Peraški, o bitci od 15. svibnja 1654. kad su Peraštani velikim junaštvom odbili osmanske napadače. Djelo je 335 trinaesteraca rimovanih u parovima i podijeljenih glavnom cezurom na dvije polovine s osam odnosno pet slogova. Za Krušalin rad može se reći da je u nekoj svsezi sa studentskom književnošću, iz koje je nastala tzv. makaronska poezija.
O svojim putovanjima od Petrograda do Kineskog zida napisao je iduće stihove.
Mraznim stazama do Moskve od Ingrije,

pa Vladimir, Murom, te Nisovu, Oku,

na kolima prijeđoh, i Volgu duboku,

gdje Čaremiš pogan jed u srcu krije.
Prijeđoh preko Vjatke k Permu, u ravnicu

rijeke Kame kojoj Sal izvore tvori,

te šumama kročih prema Rifej-gori

po vječnome snijegu kroz užas i tmicu.
Suhih nogu zatim Ob i Tobol prođoh,

i Jenisej, diku cijele Sibirije,

minuh pustu već Barabinsku nizinu.
Niz Imav u Saku u Tunguskoj dođoh,

kroz neplodan Daur, preko Mongolije,

desno od Koreje, stigoh i u Kinu
pred kojom se uzdizaše

drevni zid ko čudo - uzaludna stijena

spram divljih Tatara, ljubitelja plijena.